# Ансамбль деловых и жилых домов братьев Синкевич и Фихмана
Ансамбль деловых и жилых домов братьев Синкевич и Фихмана — архитектурный ансамбль во Владивостоке. Ансамбль был выстроен в 1909—1915 годах. Автор проектов зданий — архитектор Георг Юнгхендель. В ансамбль входят исторические здания по адресу Пушкинская улица (дома 33—35). Сегодня они являются объектом культурного наследия Российской Федерации.

## История
Владивосток в начале XX века был городом торговым, с развитой предпринимательской деятельностью. Владислав и Эдуард Синкевичи были молодыми предпринимателями со свежим взглядом на дальневосточный бизнес. Во Владивостоке им принадлежали два лесопильных завода, лесные склады, писчебумажные и книжные магазины, в собственности у них была публичная библиотека, суда каботажного плавания и иная различная недвижимость. В 1909—1915 годах по улице Пушкинской был выстроен ансамбль деловых и жилых домов Торгового дома братьев Синкевич и юриста-консультанта компании И.А. Фихмана. Автором проекта стал известный во Владивостоке архитектор начала XX века Г.Р. Юнгхендель. Ансамбль составили пять строений разной этажности, объединённых одним архитектурно-художественным замыслом: четыре из них были каменные, построенные в 1912—1915 годах, пятое — деревянное двухэтажное, более ранней постройки органично вошло в состав ансамбля. Основными в ансамбле стали два каменных здания, выходившие фасадами на улицу Пушкинскую. В них размещались конторы Торгового дома братьев Синкевич и Фихмана, квартиры владельцев и компаньонов компании. В трёх флигелях, расположенных в глубине участка выше по склону холма, разместились жилые квартиры, сдаваемые в аренду.          
В советское время дома были национализированы и отданы под коммунальные квартиры. В доме Фихмана (№ 33) разместился Горный факультет ДВФУ.

## Архитектура
Ансамбль составили пять строений разной этажности, объединённых одним архитектурно-художественным замыслом. В целом весь ансамбль является наиболее представительным для Владивостока примером стиля романтический модерн и интересным примером умелого использования сложного горного рельефа при возведении единого архитектурного комплекса. Все постройки расположены на небольшом косогоре, разделённом на две террасы, возвышающиеся одна над другой. Террасы обрамлены каменными подпорными стенами и соединены открытыми и закрытыми лестницами, переходами, в результате образовалась единая система взаимосвязанных пространств. Составляющие ансамбль здания обладают выразительной архитектурной пластикой, выраженной в оформлении крупными формами различного функционального назначения в виде полубашен, эркеров, ризалитов, куполов, имеющих характерное для стиля модерн обтекаемое заоваленное очертание. Фасады отделаны высококачественной декоративной штукатуркой и декорированы профилированными горизонтальными и вертикальными тягами, лепниной, узорными металлическими решётками.   

## Жилой дом № 33 с флигелями
|  | Объект культурного наследия № 2500166001 Построен в 1912—1915 годах, архитектор — Георг Юнгхендель. В здании сохранились первозданные интерьеры, имеющие самостоятельную художественную ценность. В 1919—1930 годах во флигеле дома жил и работал известный учёный и педагог, профессор Витольд Степанович Пак (1888—1965), один из основателей горного факультета Владивостокского политехнического института, автор первого советского вузовского учебника по горной механике. |

## Жилой дом № 35
|  | Объект культурного наследия № 2500166002 Построен в 1912—1915 годах, архитектор — Георг Юнгхендель. |